# Walt Ader
Walter Ader, detto Walt (Long Valley, 15 dicembre 1912 – Califon, 25 novembre 1982), è stato un pilota automobilistico statunitense.
Tra il 1950 e il 1960 la 500 Miglia faceva parte del Campionato mondiale di Formula 1, per questo motivo Ader ha all'attivo anche 1 Gran Premio in F1.
Ader è stato sepolto presso il cimitero di Fairmount, New Jersey.

## Risultati in Formula 1
| 1950 | Scuderia              | Vettura |  |  |    |  |  |  |  | Punti | Pos. |
| ---- | --------------------- | ------- |  |  | -- |  |  |  |  | ----- | ---- |
| 1950 | Sampson Manufacturing | Rae     |  |  | 22 |  |  |  |  | 0     |      |

| Legenda | 1º posto     | 2º posto | 3º posto    | A punti         | Senza punti/Non class.  | Grassetto – Pole position Corsivo – Giro più veloce |
| Legenda | Squalificato | Ritirato | Non partito | Non qualificato | Solo prove/Terzo pilota | Grassetto – Pole position Corsivo – Giro più veloce |